# Phrynobatrachus parvulus
Phrynobatrachus parvulus es una especie  de anfibios de la familia Ranidae.

## Distribución geográfica
Se encuentra en Angola, Botsuana, República Democrática del Congo, Malaui, Tanzania, Uganda, Zambia, Zimbabue y, posiblemente también en Mozambique y Namibia.  